# Николоз Мусхелишвили
Николоз Мусхелишвили (на грузински: ნიკოლოზ მუსხელიშვილი) е грузински математик, физик и инженер.
Роден е на 16 февруари (4 февруари стар стил) 1891 година в Тифлис в семейството на военен инженер. През 1914 година завършва Петроградския университет, където остава да работи като преподавател по математика и механика до 1920 година, когато се премества в Тбилиския университет. Работи главно в областта на теорията на еластичността и интегралните уравнения. Той става първият председател на Грузинската академия на науките, която оглавява от 1941 до 1972 година.
Николоз Мусхелишвили умира на 15 юли 1976 година в Тбилиси.